# 그레그 터킹턴
그레그 터킹턴(Gregg Turkington, 1967년 11월 25일 ~ )는 오스트레일리아 태생의 미국인 배우이자 희극인이다.

## 출연 작품

### 텔레비전
- 네모바지 스폰지밥
- 이상한 바다의 플랩잭
- 괴짜가족 괴담일기
- 핀과 제이크의 어드벤처 타임
- 산제이 & 크레이그
- CSI: 과학수사대
- 클라렌스는 엉뚱해!

### 영화
- 터네이셔스 D (영화)
- 앤트맨 (영화)
- 앤트맨과 와스프: 퀀텀매니아
- 엔터테인먼트 (2015년 영화)